# Quebracho (município)
Quebracho é um município uruguaio do departamento de Paysandú, a leste do departamento, próximo ao Rio Uruguai . Está situada a 46 km da cidade de Paysandú, capital do departamento .

## Toponímia
O nome do município é dado pelo Arroyo Quebracho Grande, que passa próximo ao território.

## História
Foi palco da Revolución de Quebracho, luta entre uma coligação de blancos e colorados contra o governo de Máximo Santos. 
A localidade cabeceira foi reconhecida oficialmente como povoado pela Lei 10.923 de 20 de agosto de 1947 e posteriormente em 1963 foi elevada à categoria de vila pela Lei 13.167 de 15 de outubro.
Com a criação do segundo nível administrativo (Municípios do Uruguai - Lei Nº 18567), a maioria das localidades com mais 2.000 habitantes foi transformada em município. Pela Lei Nº 18.653 de 15 de março de 2010 foi instituído o município de Quebracho..

## População
A localidade contava com uma população de 3671 habitantes.
| Variação demográfica do município |
|                                   |

## Geografia
Quebracho se situa próxima das seguintes localidades: ao norte, Chapicuy, a sul, Lorenzo Geyres, a sudeste, Soto e a noroeste Nueva Escocia (Entre Ríos /Mesopotâmia argentina). .

## Esportes
A cidade de Quebracho possui dois clubes que jogam na Liga de Fútbol de Paysandú (afiliada à OFI): o Club Social y Deportivo Guaviyú e o Club Atlético Boston River.  A Liga Interlocal de Fútbol de Quebracho foi dissolvida em 2000. . A cidade possui um espaço polidesportivo para a prática de basquete  e o Estádio Parque Carlos Crivelli

## Autoridades
A autoridade do município é o Conselho Municipal, sendo o alcalde ("prefeito") e quatro concejales
Alcaldes:
| Nº | Alcalde               | Partido          | Inicio do mandato  | Fim do mandato | Observações      |
| -- | --------------------- | ---------------- | ------------------ | -------------- | ---------------- |
| 1  | Mario Isidoro Bandera | Partido Nacional | 9 de julho de 2010 | julho de 2015  | Alcalde eleito   |
| 1  | Mario Isidoro Bandera | Partido Nacional | julho de 2015      | 2020           | Alcalde reeleito |

## Geminação de cidades
O município de Quebracho não possui acordos de geminação com outras cidades

## Religião
A cidade possui a Paróquia "Santa Terezinha do Menino Jesus", subordinada à Diocese de Salto

## Transporte
O município possui a seguinte rodovia:
- Ruta 3, que liga Bella Unión (departamento de Artigas) e à Ponte Internacional Bella Unión - Barra do Quaraí - BR-472 (Barra do Quaraí / Rio Grande do Sul) a cidade de Rafael Perazza (departamento de San José. [18][19]